# Dypsis louvelii
Dypsis louvelii là loài thực vật có hoa thuộc họ Arecaceae. Loài này được Jum. & H.Perrier mô tả khoa học đầu tiên năm 1913.